# Кишкинский сельсовет (Михневский район)
Кишкинский сельсовет — упразднённая административно-территориальная единица, существовавшая на территории Московской губернии и Московской области до 1954 года.
Кишкинский сельсовет возник в первые годы советской власти. По состоянию на 1921 год он входил в Михневскую волость Серпуховского уезда Московской губернии.
По данным 1926 года в состав сельсовета входил 1 населённый пункт — село Кишкино, а также 1 школа.
В 1929 году Кишкинский с/с был отнесён к Михневскому району Серпуховского округа Московской области. При этом к Кишкинскому с/с был присоединён Проскурняковский с/с.
14 июня 1954 года Кишкинский с/с был упразднён. При этом его территория была передана в Кузьминский сельсовет.